# Aero Commander

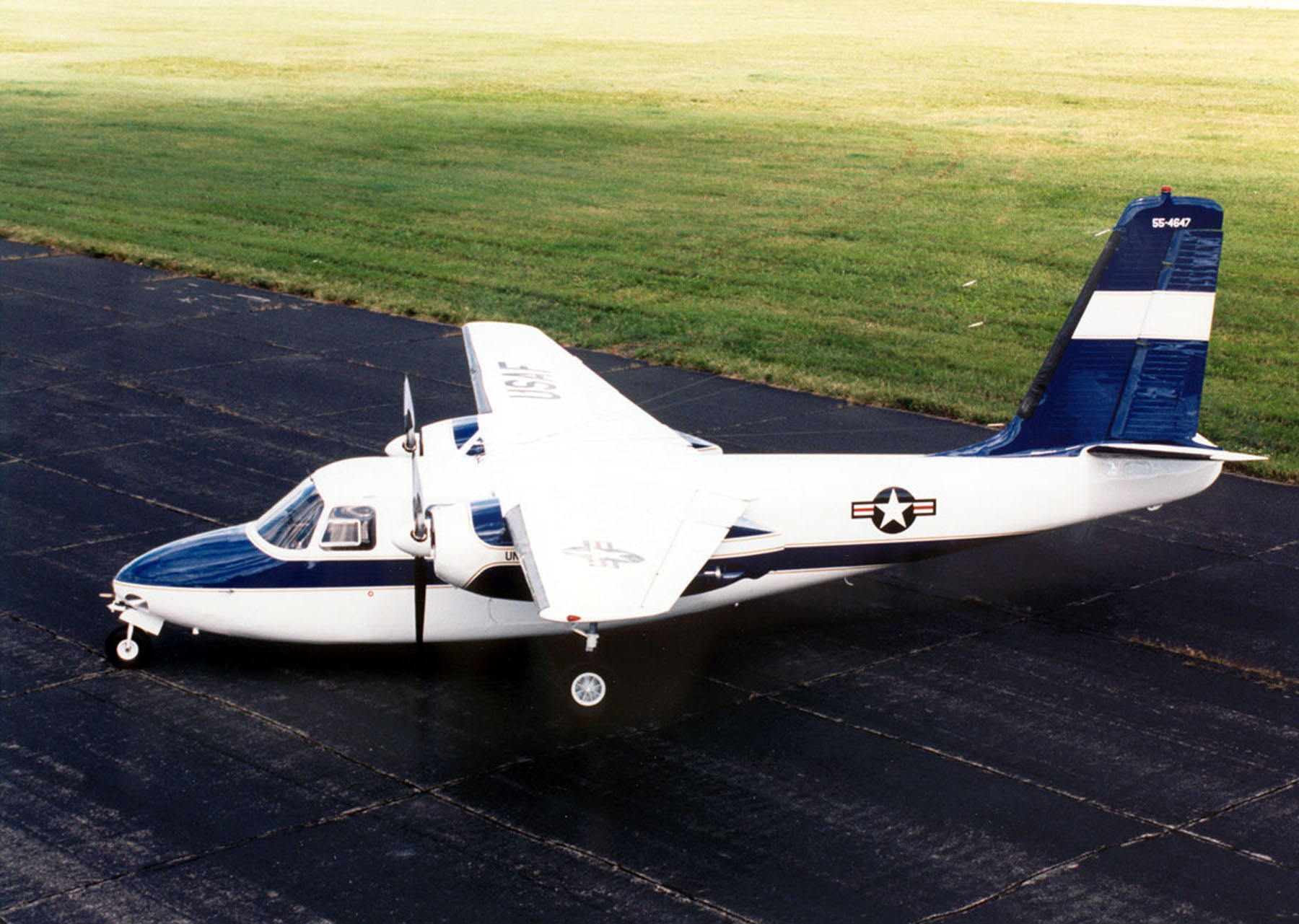
United States Air Force Aero Commander U-4B.

Aero Commander fue un fabricante aeronáutico estadounidense dedicado a la fabricación de aeronaves de aviación general. Se fundó en Culver City, California en el año 1944 bajo la dirección de Ted Smith, un antiguo ingeniero aeronáutico de la Douglas Aircraft Company. Posteriormente pasaría a ser una subsidiaria de Rockwell International y Gulfstream Aerospace, cesando su actividad en el año 1986.

## Listado de aeronaves
- Aero Commander 100 (1960) Avión utilitario de un solo motor y cuatro plazas.

- Aero Commander 200 (1950) Avión utilitario de un solo motor y cuatro plazas. Diseñado originalmente por Meyers Aircraft Company.

- Ag Commander A-9 (1950) Avión de uso agrícola.

- Ag Commander S-2 Thrush (1956) Avión de uso agrícola.

- Aero Commander 500 (1948) Avión utilitario bimotor.

- Aero Commander 1121 Jet Commander (1963) Reactor de negocios.  Posteriormente fabricado por IAI bajo el nombre de Westwind.